# Signo de Mulder
El signo de Mulder o clic de Mulder es un signo clínico típico en la exploración física del neuroma de Morton.

## Descripción
Con el paciente en decúbito supino, al apretar las cabezas de los metatarsianos entre sí con una mano mientras que con la otra se ejerce presión en el espacio intermetatarsiano se consigue reproducir el dolor del neuroma. Se puede escuchar además un "clic". El dolor se centra en la zona plantar del espacio, con parestesias irradiando a los dedos.

## Epónimo
El nombre se debe al cirujano holandés Jacob D. Mulder (1901-1965).